# 阿拉伯膠

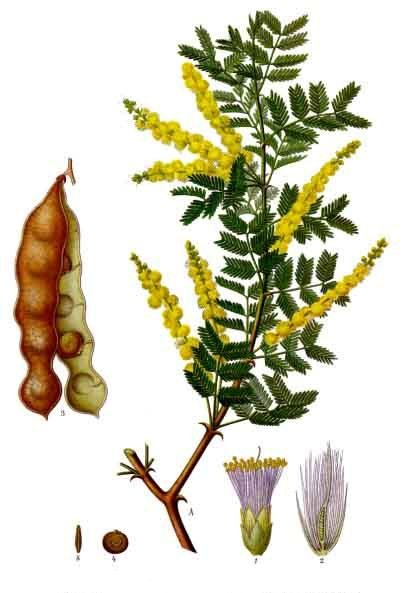
1887年出版的《科勒藥用植物》中所描繪的阿拉伯膠樹

阿拉伯膠（英語：gum arabic，羅馬化：ṣamgh ʿarabiyy）是出產於北非以及萨赫勒地區的一類树胶，為塞内加尔、马里、乍得、苏丹、埃及、索马里等非洲國家的重要經濟來源。阿拉伯膠主要提取自兩種豆科乔木：阿拉伯膠樹和狭果金合欢，前者的樹膠品質優於後者；其它兒茶屬、金合歡屬、相思樹屬植物的樹膠有時也充作阿拉伯膠，但品質較低。此外，阿拉伯膠的品質還取決於氣候、土壤成分以及栽培方法等。

## 成分
阿拉伯膠本身是一種複雜的糖蛋白與多糖混合物，而在過去阿拉伯糖或者是核糖等物質也是自阿拉伯膠分離後加以命名。其結構為透過分支連結醣類、鉀、鎂和鈣而成的混合物，而組成的單體結構包括有半乳糖、阿拉伯糖、鼠李糖與葡萄糖醛酸。根據推測，阿拉伯膠至少為兩個具有不同結構的多醣組成，其中較高分子的醣類混合物往往又會包含一些分子量較小的元素，但其性質主要取決氨基酸的特型。阿拉伯膠平均分子量大約在200原子質量單位至300原子質量單位，而其 CAS 號為9000-01-5。阿拉伯膠其顏色自然的琥珀色至棕色，晶體表面如同有著細微裂縫的玻璃。在經乾燥後的阿拉伯膠十分容易碎裂並潮解，在放入水中後會化為黏稠但無味無臭的膠體。儘管其最高可以調配到重量百分濃度55%高的溶液，但是即使在30%至40%的調配濃度上阿拉伯膠仍僅有低黏性，而且本身並不溶於乙醇、乙醚與油中。

## 用途
阿拉伯膠主要作為可以食用的穩定劑、乳化劑、增黏劑和賦形劑並用於食品產業上，而歐洲聯盟對於食品添加劑的 E 編碼為 E414。主要原因在於阿拉伯膠能夠降低液體的表面張力係數使得軟性飲料得以飽含二氧化碳，這也是可樂加曼陀珠噴發現象發生的物理因素。阿拉伯膠在傳統的平版印刷、油漆生產、顏料混和、膠水製作、化妝品調配上亦是重要原料，也被用墨水黏度控制、較便宜的紡織材料在等各種工業應用上，不過在工業應用上有許多替代產品也可以使用。此外阿拉伯膠也被用於醫療和化妝用途上，並且可以治療痢疾與腸胃炎等疾病。雖然阿拉伯膠現在主要在整個非洲薩赫勒地區進行生產，不過仍然是以中東地區的社會較為常用，例如阿拉伯人會使用將天然樹膠冷凍後加糖和調味製成如冰淇淋般的甜點，但食用過多容易引起腹脹。

## 外部連結
- （英文） Gum Arabic: Sudan's Miracle Commodity （页面存档备份，存于）
- （英文） ARABIC GUM (Gum Arabic) （页面存档备份，存于）
- （英文） Gum arabic
- （英文） Gum Arabic
- （德文） Gummi - Gummi （页面存档备份，存于）
- （日語）